# St. Petri (Mörse)

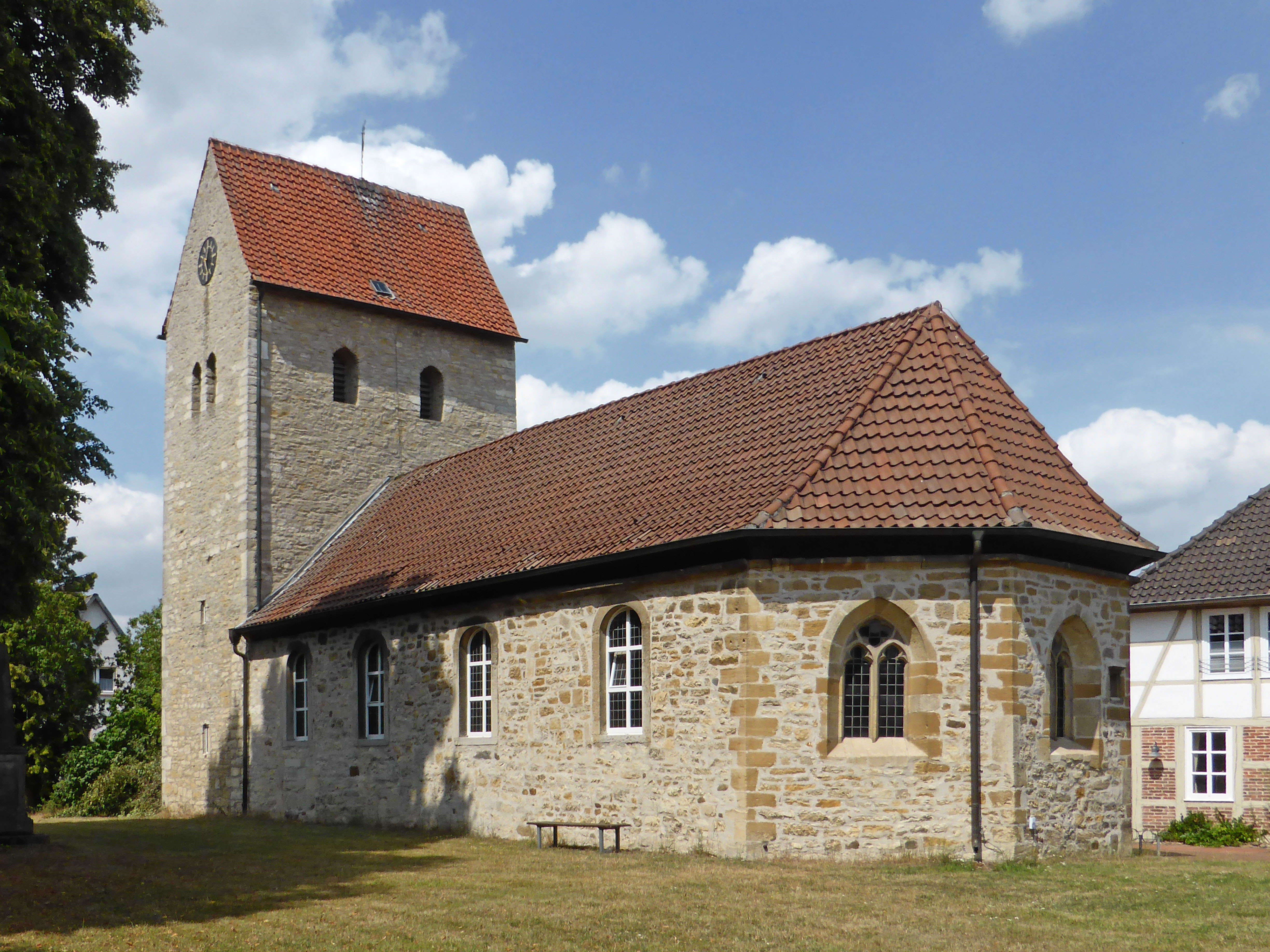
St. Petri

Die evangelisch-lutherische denkmalgeschützte Kirche St. Petri steht im Wolfsburger Stadtteil Mörse in Niedersachsen. Die Kirchengemeinde gehört zum Kirchenkreis Wolfsburg-Wittingen im Sprengel Lüneburg der Evangelisch-lutherischen Landeskirche Hannovers.

## Beschreibung
Der älteste Teil der im Kern romanischen Saalkirche ist der Chor aus unverputzten Bruchsteinen. Er hat einen dreiseitigen Abschluss und Maßwerkfenster. Der querrechteckige mit einem Satteldach bedeckte Kirchturm im Westen und das Langhaus mit seinen Bogenfenstern wurden später erbaut. Bis 1965 waren in einem Kanzelaltar Schnitzwerke integriert, sie sind jetzt in einen rekonstruierten Flügelaltar eingefügt. In der Predella und in den Flügeln stehen 17 Statuen von Heiligen. Die Mensa stammt noch aus vorreformatorischer Zeit. 